# El Trompo Museo Interactivo
El Museo Interactivo El Trompo es un recinto museográfico de Tijuana, Baja California, México, ubicado en el Parque Morelos de esa ciudad. Tiene como función la difusión de conocimiento científico de una manera lúdica para niños, niñas y adolescentes, especialmente.

## Historia
El día 2 de diciembre de 1997 se propusieron los siguientes nombres para el museo: Museo Feliz, Museo Electrónico Tijuana, Museo Interactivo Caramelo, Museo de Ciencia Ticuán, Museo Investiga, Museo Arcoíris, Canicas, Observa, Práctica, Reino del Niño, Museo del Niño, Museo del Niño Diversión y Saber, y Museo Infantil Tijuana. Fue el 8 de enero de 1998 cuando se constituyó legalmente la Asociación “Museo Interactivo Tijuana A.C.”, estableciéndose como una institución privada no lucrativa. 
El 4 de mayo de 2007, El Trompo firma contrato con el Papalote, Museo del Niño acordando que desarrollará el plan maestro que guiará sus primeros años de vida. Esta alianza respetará la vocación de Tijuana.. De febrero a noviembre de 2008, se realizaron eventos y campañas que posicionaron al museo antes de la gran inauguración: Mosaicos “Manos que Pintan Sueños”, la Cena de Gala “Un Beso por Tijuana”, el evento “Llaves por una Causa” y la Campaña de Reciclaje “Yo tengo el Poder”, entre otros. EL 28 de junio de 2008, el patronato acordó realizar una visita al Papalote, Museo del Niño, con el objetivo de solicitar una propuesta para el equipamiento de las salas de “El Trompo”. 
Finalmente ese mismo año fue construido, resultando en su inauguración el 9 de diciembre. La obra estuvo a cargo del arquitecto Francisco López Guerra. Su planteamiento como museo se basa en las teorías del aprendizaje libre y el aprendizaje signficativo.

## Salas

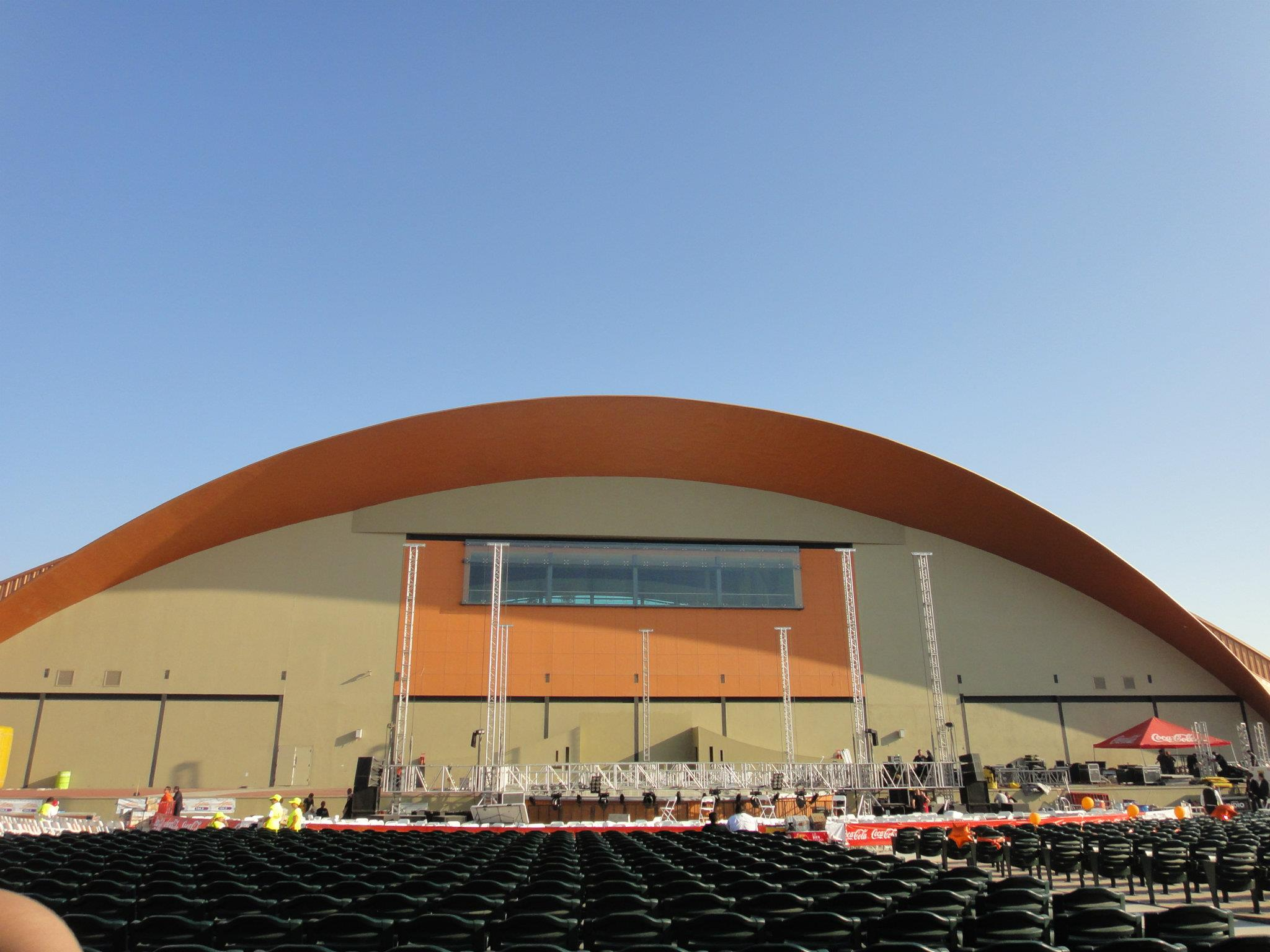
Vista del Audiorama

Cuenta con 6 salas interactivas: Integra, Explica, Experimenta, Genera, Educa, y Valora; 1 sala de proyección, sala de usos múltiples y el audiorama. Así como con diversas exhibiciones temporales.

### Audiorama El Trompo
El audiorama forma parte de las instalaciones del museo y es utilizado principalmente para la realización de conciertos con una capacidad de 7 mil 500 personas.Cuenta con una sección enumerada en la parte frontal y detrás, una explanada. En él se han presentado artistas como Ha*Ash, Yuridia, Reik, Camila, Angela Aguilar; entre otros artistas, principalmente de talla nacional.
En dicho inmueble, se organizan además, los conciertos de la Feria Tijuana, anteriormente denominada Teatro del Pueblo y ahora "Audiorama de las Estrellas".